# Дастан (село)
Даста́н (каз. Дастан) — село у складі Сариагаського району Туркестанської області Казахстану. Входить до складу Куркелеського сільського округу.
Населення — 781 особа (2021; 615 у 2009).